# Црква Светог Николе Орфаноса
Црква Светог Николе Орфаноса (грч. Αγιος Νικολαος Ορφανος) је саборна црква манастира Влатадон, посвећена Светом Николају Чудотворцу, у Солуну. Године 1988, као део ранохришћанских и византијских споменика, Солун је уврштен на листу светске баштине .

## Унутрашњост цркве
Градња цркве, по особености архитектонског стила, датира са почетка 14. века (вероватно 1310-1320). Црква је одувек припадала хришћанима и у периоду турских освајања није претворена у џамију, што је обезбедило добру очуваност њених фресака. У 17. веку постаје двориште манастира Влатадов (то је у писму потврдио цариградски патријарх Јоаникије II 1648. године) и припада му до данас .
Својеврсни фолклорни мотиви живописа убедљиво потврђују блиску духовну везу храма са краљем Србије из моћне династије Немањића Стефаном Урошем Милутином (1253—1321), чији је зависник био украшен Никољданском црквом. Иконографске јеванђелске сцене истог типа јављају се у црквама Србије у 14. веку .

## Архитектонске карактеристике
Црква се у почетку састојала из три једнака дела, са заједничким бродом са запада, односно имала је облик троспратне базилике. Данас се црква састоји од издуженог објекта, са три стране (осим источне) окружен галеријом у облику слова У, која на источној страни чини два брода, од којих један служи као ђаконски .

### Унутрашња декорација
Од архитектонских украса у цркви су капители позајмљени из раније грађевине и датирају из доба цара Теодосија. Украшени су са два реда назубљених листова, офарбаних у различите боје, који су преживели до данас. Црква има мермерни иконостас, који је очуван скоро нетакнут.
Највеће интересовање представљају фреске прве половине 14. века, које су један од значајних примера византијске уметности Палеологовог доба. Готово цела унутрашњост ове мале цркве осликана је фрескама. Постављени су у редове дуж зидова: доњи ред заузимају слике светитеља, а изнад њих низ великих композиција са сценама Дванаест празника (свака затворена у црвени оквир), Страдања Христових, житија светог Николаја, Герасима Јорданског (први познати животни циклус светитеља) и др.